# Jaudy
Der Jaudy ist ein Küstenfluss in Frankreich, der im Département Côtes-d’Armor in der Region Bretagne verläuft. Er entspringt im Gemeindegebiet von Tréglamus, entwässert generell Richtung Nordost bis Nord und mündet nach rund 48 Kilometern zwischen Plougrescant und Kerbors in den Ärmelkanal. Unterhalb von La Roche-Derrien ist der Fluss bereits den Gezeiten ausgesetzt und bildet einen Mündungstrichter.

## Orte am Fluss
(Reihenfolge in Fließrichtung)
- Kerlosquet, Gemeinde Pédernec
- Brélidy
- La Roche-Derrien, Gemeinde La Roche-Jaudy
- Minihy-Tréguier
- Crec’h Urustal, Gemeinde Trédarzec
- Tréguier
- Plouguiel